# Cantone di Château-Chinon (Ville)
Il Cantone di Château-Chinon (Ville) era una divisione amministrativa dell'arrondissement di Château-Chinon (Ville).
È stato soppresso a seguito della riforma complessiva dei cantoni del 2014, che è entrata in vigore con le elezioni dipartimentali del 2015.
Comprendeva i comuni di:
- Arleuf
- Blismes
- Château-Chinon (Campagne)
- Château-Chinon (Ville)
- Châtin
- Corancy
- Dommartin
- Fâchin
- Glux-en-Glenne
- Lavault-de-Frétoy
- Montigny-en-Morvan
- Montreuillon
- Saint-Hilaire-en-Morvan
- Saint-Léger-de-Fougeret
- Saint-Péreuse